# Batalla de Legé (7 de desembre de 1793)
La segona batalla de Legé va tenir lloc el 7 de desembre de 1793 durant la Revolta de La Vendée. Acaba amb la victòria dels republicans que repel·len un atac dels Vendeans contra el poble de Legé.

## Preludi
Després d'escapar per poc de les forces republicanes durant la batalla de Bouin, Charette es va dirigir cap a Legé amb la intenció d'unir-se a les tropes de Joly i Savin.

## Forces presents
Aleshores, la guarnició de Legé estava formada per 800 homes sota el comandament de l'adjudant general Joseph Guillaume. Segons l'oficial de La Vendée Pierre-Suzanne Lucas de La Championnière, els republicans també tenien cinc canons i un obús. Les forces de La Vendée que participen en l'atac a Legé són estimades en 6.000 homes segons una carta del general Bard dirigida al general Duval. Tanmateix, per al reialista Le Bouvier-Desmortiers, les tropes de Charette eren només 1.600 efectius.

## Desenvolupament
El 7 de desembre, Jean-Baptiste Joly va atacar un destacament de la guarnició de Legé a Les Lucs-sur-Boulogne. Segons Pierre-Suzanne Lucas de La Championnière, l'exèrcit de Charette, alertat pel soroll dels trets, va anar a trobar-lo. Pel camí, prop del bosc de Touvois, al nord-oest de Legé, els homes de Charette es van trobar amb un petit comboi republicà mal escortat. Es van apoderar d'unes quantes ambulàncies i material de cavalleria, però no van poder evitar que els fugitius donen l'alerta a Legé. Un destacament surt de la ciutat per trobar-se amb els Vendeans, però supera una ràpida retirada davant el seu nombre.
La tropa de Charette arriba davant de Legé per la carretera de Nantes, al nord. Tanmateix, les forces de Joly i Savin, després del seu èxit a Les Lucs, al sud-est de la ciutat, no van aparèixer. Les forces de Charette llancen l'assalt soles, però s'enfronten a uns atrinxeraments que el mateix general de Vendée havia fet construir uns mesos abans quan la ciutat estava sota el seu control. Segons Lucas de La Championnière:
| «                            | El senyor Charette havia fet antigament sèquies força altes fora de Legé i els arbres havien estat tallats a l'abast dels canons; els atrinxeraments només servien als nostres enemics | » |
| — Lucas de La Championnière, | |   |

Al final del dia, després d'una hora i mitja de tiroteig, els vendeans van renunciar a la lluita davant l'arribada de reforços republicans. L'atac és repel·lit, però Guillaume no pot perseguir els atacants. Segons Lucas de La Championnière:
| «                            | El nostre pobre èxit es va atribuir a la maldestra que vam tenir d'atacar per la carretera de Nantes, molt més oberta que la de Rocheservière | » |
| — Lucas de La Championnière, | |   |

L'endemà, 8 de desembre, la tropa de Charette va passar per alt Legé i es va unir a la de Joly a Lucs-sur-Boulogne.

## Pèrdues
Segons Le Bouvier-Desmortiers, els Vendeans tenen 27 morts i 40 ferits contra 87 morts i 120 ferits per als republicans. El 12 de desembre, l'ajudant general Guillaume, comandant del càrrec de Legé, va escriure al general Vimeux:
| «                            | L'atac impetuós que va fer Charette contra mi ha debilitat molt les meves forces. Esperava impacient la munició que ha arribat avui. | » |
| — ajudant general Guillaume, | |   |